# Beriev Be-30
O Beriev Be-30 (designação OTAN "Cuff") é um avião comercial e de transporte utilitário russo projetado pela Beriev. Foi desenvolvido especificamente para voos domésticos da Aeroflot utilizando pistas de grama. Também foi projetado para ser utilizado como aeronave de transporte leve, observação aérea e voos aeromédicos. Competia diretamente com o Antonov An-28 e o checoslovaco LET L-410.

## Projeto e desenvolvimento

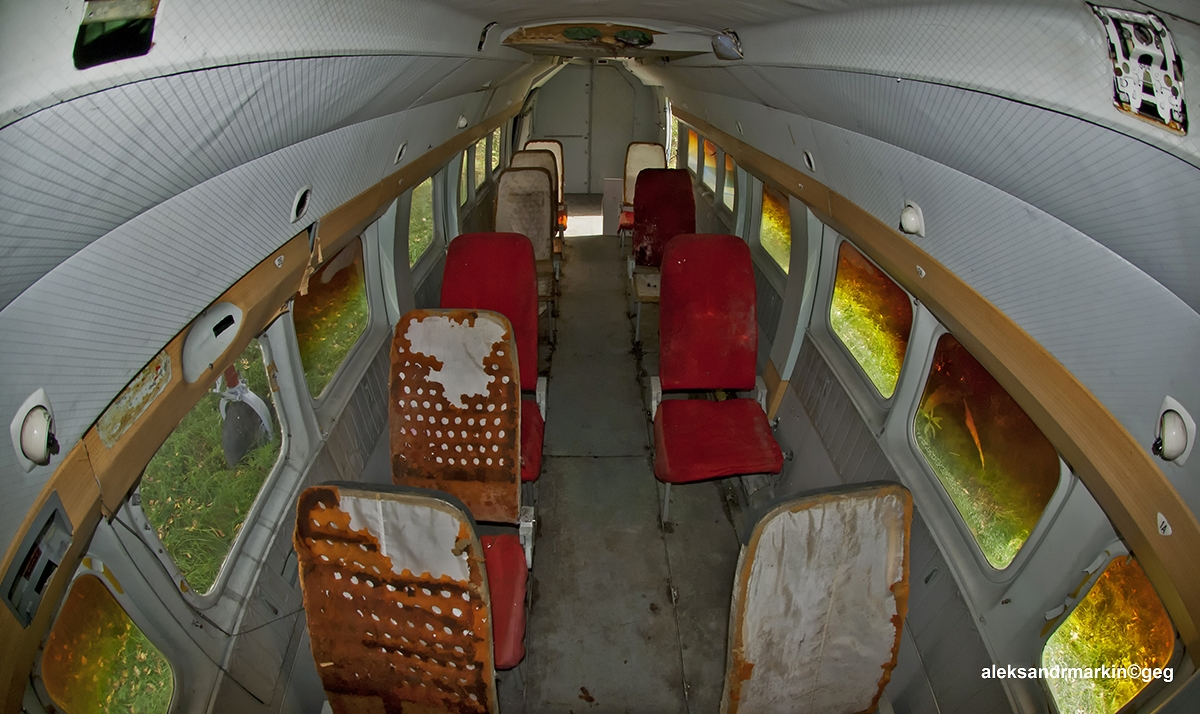
Cabine de um Be-32

O projeto original possuía motores interconectados, para que no caso da falha de um destes, o motor remanescente girasse ambas as hélices. Entretanto, esta característica não foi implantada na versão de produção.
O primeiro protótipo voou pela primeira vez em 3 de Março de 1967, equipado com motores a pistão Shvetsov ASh-21, enquanto que o primeiro modelo de produção voou em 18 de Julho de 1968, usando o motor turboélice mais potente Glushenkov TVD-10. As primeiras entregas para a Aeroflot foram no meio do ano de 1969.
O Be-30 foi projetado para dois tripulantes e com assentos que variavam de 14 (no Be-30) até o máximo de 17 (no Be-32) em duas fileiras. Os modelos executivos possuíam sete assentos. A configuração para voos aeromédicos podia acomodar nove macas, seis pacientes sentados e um médico.
Três Be-30 e cinco Be-32 foram produzidos no final da década de 1960 antes do programa ser concluído. No início dos anos 1990 um dos Be-32 originais foi convertido para um Be-32K e apresentou-se nos shows aéreos de Paris e de Dubai em 1993. Foi pintado nas cores da agora inexistente Moscow Airways que havia pedido 50 aeronaves mas encerrou as operações antes de qualquer um deles ser construído ou entregue.
Em Setembro de 1996 foi anunciado que o Be-32 seria produzido pela IAR na Romênia, mas estes planos foram negados posteriormente. Em 1998 foi dito que o Be-32K seria construído pela Taganrog Aviation, mas os testes ainda ocorriam em 1999. Aparentemente não houve progresso, e até onde se sabe, nenhuma aeronave foi fabricada desde os anos 1970.

## Versões
- Be-30 Protótipo, voou pela primeira vez em 3 de Março de 1967, motorizado com dois motores radiais a pistão com 550 kW (740 hp) modelo ASh-21. Capacidade de combustível 1,000 kg (2,204 lb).
- Be-30: Modelo de produção
- Be-30A: Versão de 'alta-densidade', com 21 a 23 assentos
- Be-32: Versão melhorada apresentada pela primeira vez em 1993. Dois motores turboélice 754 kW (1011shp) Glushenkov (Omsk) TVD-10B.
- Be-32K: Versão 'ocidentalizada' com dois motores turboélice de 820 kW (1100shp) modelo Pratt & Whitney PT6A-65B, com hélices Hartzell de passo variável. Capacidade de combustível  2250 L (594 USG)

## Operadores
União Soviética
- Aeroflot